# Sorans-lès-Breurey
Sorans-lès-Breurey és un municipi francès, situat al departament d'Alt Saona i a la regió de Borgonya - Franc Comtat.